# Walter Jackson Freeman
Pour les articles homonymes, voir Walter Freeman et Freeman.
Walter Jackson Freeman II, (né le 14 novembre 1895 à Philadelphie – mort le 31 mai 1972 à San Francisco) est un médecin américain connu surtout pour ses travaux controversés sur la lobotomie, procédure neurochirurgicale aujourd'hui interdite dans de nombreux pays (y compris dans la plupart des États américains), qui consiste à sectionner mécaniquement une partie du cerveau du patient dans le lobe frontal. Cette opération a été utilisée sur des patients présentant toutes sortes de troubles mentaux. Freeman était membre de l'Association américaine de psychiatrie. 

## Biographie
Freeman est né en Pennsylvanie. Son père Walter Jackson Freeman I et son grand-père William Williams Keen (en), étaient deux médecins célèbres, le deuxième ayant même été président de l'Association médicale américaine. 
Il est diplômé de l'université Yale et de la Perelman School of Medicine at the University of Pennsylvania (en).
Sa mère meurt en 1932.
Freeman préside l'American Association of Neuropathologists de 1944 à 1945, et l'American Board of Psychiatry and Neurology de 1946 à 1947.

## Lobotomies

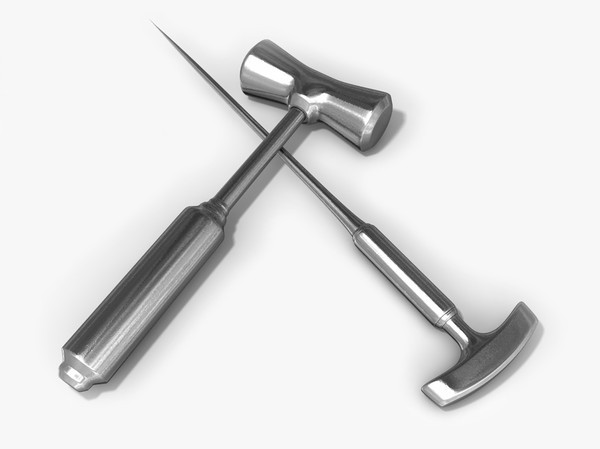
Un Orbitoclaste.

Freeman pratique près de 3 500 lobotomies dans 23 États américains, et il contribue largement à en répandre la pratique en dépit de ses bases scientifiques faibles et contestables,. Neurologue, sans formation en chirurgie, il travaille initialement avec l'aide de plusieurs chirurgiens, notamment James W. Watts. En 1936, ils sont les premiers médecins américains à pratiquer une lobotomie pré-frontale dans une salle opératoire. Cette procédure, lors de laquelle on procédait à des forages dans le crâne, avait été développée par le Portugais Egas Moniz. Le lobe frontal du cerveau étant le siège de la personnalité et des fonctions cognitives supérieures, l'opération se traduisait par des modifications plus ou moins importantes du comportement et une régression, très variable également, de l'intelligence. 
En 1941, Freeman opère la plus célèbre de ses patients, Rosemary Kennedy, sœur du futur président, âgée de 23 ans. Souffrant, selon ses parents et la thèse officielle, d'un léger retard mental et de trouble de l'humeur, elle subit l'opération, en reste incontinente et passe le reste de sa vie dans un état quasiment végétatif. Un autre patient, Howard Dully, écrit un livre intitulé Ma Lobotomie sur son long rétablissement après une intervention subie à l'âge de 12 ans.
À la recherche d'une procédure plus simple, rapide et moins invasive, Freeman s'intéresse à la lobotomie transorbitale mise au point par l'Italien Amarro Fiamberti et cherche à l'améliorer, utilisant dans un premier temps des pics à glace glissés au-dessus de l'œil du patient et enfoncé à coups de marteau dans le lobe frontal de chaque hémisphère cérébral. Cette procédure était effectuée en quelques minutes, en dehors d'un bloc opératoire, et sans en appeler à un chirurgien qualifié. Sa première intervention en 1946 est faite dans son bureau sur une mère de famille âgée de 29 ans Sallie Ellen Ionesco aux violentes pulsions suicidaires. Plus tard, il utilise un instrument appelé « leucotome » et développé spécialement. En 1948 Freeman complète sa procédure, en déplaçant latéralement le pic après son insertion dans le cerveau, ce qui lui permet de sectionner davantage de tissus cérébral. Cette manœuvre induit une plus grande contrainte sur l'outil, et il arrive que le leucotome se brise dans le crâne du patient. Un nouvel outil, appelé « orbitoclaste », plus robuste, le remplace alors. 
Freeman se lance dans une campagne nationale dans un camion appelé sa « lobotomobile », pour promouvoir sa technique auprès du personnel des asiles d'États à travers les États-Unis, alors souvent surpeuplés (en partie en raison du nombre de vétérans de la Seconde Guerre mondiale présentant des traumatismes liés à cette expérience). Pour impressionner ses collègues, Freeman prend l'habitude de perforer les deux orbites des patients en même temps, en tenant un pic dans chaque main.  La surpopulation et le manque de traitements adaptés rendent alors déficients le traitement des malades mentaux, et Freeman présente sa procédure comme un moyen rapide de sortir un grand nombre de patients du système psychiatrique. La plupart du temps, les asiles ne possédant pas d'anesthésiant, le patient est rendu inconscient à l'aide d'un puissant électrochoc. Pour la presse de l'époque, l'opération rend le traitement des maladies mentales « plus facile que de soigner une rage de dents ». 
Freeman rencontre les familles des patients pour leur expliquer la procédure, qui n'est pas toujours acceptée par elles. Puis il opère les patients à la chaine, assisté par le personnel de l'hôpital. Il facture sa prestation 25 dollars par patient. Si la rémission physique des patients est en général très rapide, une chose qui étonne souvent le personnel des asiles est leur manque de curiosité sur l'intervention qu'ils viennent de subir, détail qui traduit l'apathie des personnes lobotomisées. Ils sont également plus dociles. James Watts met fin à sa collaboration avec Freeman, désapprouvant la banalisation d'une opération aussi lourde de conséquences. 
Selon l'historien médical Ole Daniel Enersen, la lobotomie est pratiquée par Freeman « avec une témérité proche du délire pathologique, traversant le pays comme un prêcheur évangéliste. Dans la plupart des cas, cette opération ne fut rien de plus qu'une mutilation sauvage et injustifiable perpétrée par un fanatique. »

### Fin de carrière
Dans les années 1950, l'apparition des premiers médicaments pour le traitement des maladies mentales, notamment la chlorpromazine (premier neuroleptique) ou l'imipramine (premier antidépresseur tricyclique) provoque un fort recul de la pratique de la lobotomie, déjà très critiquée pour ses effets imprévisibles, de nombreux patients étant restés dans un état plus ou moins végétatif. Rejeté de la communauté médicale de la côte Est, Freeman s'installe en Californie et recherche de nouvelles catégories de patients à opérer, y compris des mères de famille dépressives, ou des enfants hyperactifs - le plus jeune patient opéré fut un garçon de quatre ans. Une patiente adulte est opérée pour des maux de tête chroniques, si ceux-ci disparaissent après l'opération, son intelligence régresse fortement[réf. souhaitée] - son âge mental après l'intervention est estimé à huit ans. 
En 1967, alors qu'il a à son actif près de 3 400 lobotomies, il opère pour la troisième fois Helen Mortensen qui décède trois jours plus tard d'une hémorragie intra-cranienne. Pour cette raison il est privé du droit d'exercer. Il continue cependant à parcourir le pays pour rendre visite à ses anciens patients jusqu'à sa mort d'un cancer en 1972.

## Légende urbaine sur Frances Farmer
Une légende urbaine voulant que Freeman ait opéré l'actrice Frances Farmer a été invalidée, l'auteur en ayant admis devant un tribunal qu'il l'avait inventée de toutes pièces. Le dossier médical de Farmer ne mentionne aucune opération pendant son internement, et le biographe de Freeman, Jack El-Hai (The Lobotomist), qui a accès aux archives de Freeman, n'y a trouvé aucune mention de Farmer.